# Kraljevina Gruzija
Kraljevina Gruzija (gruz: საქართველოს სამეფო, sak’art’velos samep’o) bila je srednjovjekovna kraljevina na prostoru Kavkaza koju je 975. godine osnovao Bagrat III.
Svoj vrhunac je doživjela u 11. i 12. stoljeću, razdoblju koje se često naziva Zlatnim dobom povijesti Gruzije. Najvećim vladarima tog vremena smatraju se kralj David IV. i kraljica Tamara. Gruzija je bila jedna od najistaknutijih nacija kršćanskog Istoka. Njihovo se pan-kavkasko kraljevstvo u najvećem opsegu protezalo od Sjevernog Kavkaza do sjevernog dijela Irana i Anadolije, a istovremeno je održavala vjerske posjede u inozemstvu, poput samostana Časnog Križa u Jeruzalemu i samostana Iviron u Grčkoj. Bila je glavna povijesna preteča današnje Gruzije. 
U 13. stoljeću pala je pod mongolskim napadima, ali je do 1340-ih uspjela obnoviti nezavisnost. Sljedeća desetljeća obilježila je Crna smrt, kao i brojne invazije pod vodstvom Timura, koji je opustošio gospodarstvo, stanovništvo i urbana središta zemlje. Geopolitička situacija Kraljevine dodatno se pogoršala nakon pada Bizantskog, a zatim i Trapezuntskog Carstva. Kao rezultat tih procesa, krajem 15. stoljeća, Gruzija se pretvorila u slomljeni entitet. Ponovne i opetovane invazije Timura na Gruziju (1386. – 1403.), a kasnije i invazije Kara Koyunlua i Ak Koyunlua dovele su do konačnog pada kraljevine u bezvlašće do 1466. godine, te naposljetku uzajamnog priznavanja njenih sastavnih kraljevstava: Kartlije, Kahetije i Imeretija, od kojih svaku od njih predvodi suparnička grana dinastije Bagrationi. Osim te tri kraljevine, nastalo je i pet polunezavisnih kneževina - Odiši, Gurija, Abhazija, Svanetija i Samche - u kojima dominiraju njihovi feudalni klanovi.